# Kap Mousse
Das Kap Mousse (französisch Cap des Mousse ‚Mooskap‘) ist ein kleines, felsiges Kap an der Küste des ostantarktischen Adélielands. Es liegt 4 km südwestlich des Kap Découverte. Ihm vorgelagert sind zahlreiche kleine Inseln, während sich südlich eine Moräne anschließt, die durch die Eisdecke stößt. Höchste Erhebung des Kaps ist der Hügel Le Phare mit 29 m.
Teilnehmer einer von 1949 bis 1951 dauernden französischen Antarktisexpedition kartierten das Kap und benannten es nach den hier gefundenen Flechten und Moosen.